# Aznavour Italiano Volume 2
 (mars 2025).
Albums de Charles Aznavour
Aznavour Italiano Volume 1
(1963) ... e fu subito Aznavour
(1970)
Aznavour Italiano Volume 2 est le 2e album studio italien de Charles Aznavour, il est sorti en 1963.

## Liste des chansons
| 1. | Se tu mi porti (Si tu m'emportes)                  | Charles Aznavour, Adapt. Giorgio Calabrese                 | 02:19 |
| 2. | Ne deduco che t'amo (J'en déduis que je t'aime)    | Charles Aznavour, Adapt. Giorgio Calabrese                 | 03:03 |
| 3. | Aspetto te (Je t'attends)                          | Charles Aznavour, Gilbert Bécaud, Adapt. Giorgio Calabrese | 03:07 |
| 4. | La mamma (Version italienne)                       | Robert Gall, Charles Aznavour, Adapt. Mogol                | 03:43 |
| 5. | E tu strafai (Tu exagères)                         | Charles Aznavour, Adapt. Giorgio Calabrese                 | 03:09 |
| 6. | Questa giovinezza (Sa jeunesse... entre ses mains) | Charles Aznavour, Adapt. Sergio Bardotti                   | 04:46 |

| 7.  | Dopo l'amore (Après l'amour)                        | Charles Aznavour, Adapt. Giorgio Calabrese                 | 02:05 |
| 8.  | Vivere con te (Vivre avec toi)                      | Charles Aznavour, Adapt. Mogol                             | 03:20 |
| 9.  | Meglio per te se piangi (Rentre chez toi et pleure) | Charles Aznavour, Gilbert Bécaud, Adapt. Giorgio Calabrese | 02:05 |
| 10. | Maledetto piano (Ce sacré piano)                    | Charles Aznavour, Adapt. Giorgio Calabrese                 | 03:11 |
| 11. | Ti lasci andare (Tu t'laisses aller)                | Charles Aznavour, Adapt. Giorgio Calabrese                 | 03:38 |
| 12. | Se non avessi più (Si je n'avais plus)              | Charles Aznavour, Adapt. Giorgio Calabrese                 | 02:40 |